# Lijst van voetbalinterlands Argentinië - Bolivia
Deze lijst van voetbalinterlands is een overzicht van alle officiële voetbalwedstrijden tussen de nationale teams van Argentinië en Bolivia. De Zuid-Amerikaanse buurlanden speelden tot op heden 43 keer tegen elkaar. De eerste ontmoeting, een wedstrijd tijdens de Copa América 1926, werd gespeeld in Santiago (Chili) op 16 oktober 1926. Het laatste duel, een kwalificatiewedstrijd voor het Wereldkampioenschap voetbal 2026, vond plaats op 15 oktober 2024 in Buenos Aires.

## Wedstrijden
| №  | Plaats       | Datum             | Competitie              | Wedstrijd            | Uitslag |
| -- | ------------ | ----------------- | ----------------------- | -------------------- | ------- |
| 1  | Santiago     | 16 oktober 1926   | Copa América 1926       | Argentinië – Bolivia | 5 – 0   |
| 2  | Lima         | 30 oktober 1927   | Copa América 1927       | Argentinië – Bolivia | 7 – 1   |
| 3  | Santiago     | 18 januari 1945   | Copa América 1945       | Argentinië – Bolivia | 4 – 0   |
| 4  | Buenos Aires | 19 januari 1946   | Copa América 1946       | Argentinië – Bolivia | 7 – 1   |
| 5  | Guayaquil    | 4 december 1947   | Copa América 1947       | Argentinië – Bolivia | 7 – 0   |
| 6  | La Paz       | 6 oktober 1957    | WK 1958 kwalificatie    | Bolivia – Argentinië | 2 – 0   |
| 7  | Buenos Aires | 27 oktober 1957   | WK 1958 kwalificatie    | Argentinië – Bolivia | 4 – 0   |
| 8  | Buenos Aires | 11 maart 1959     | Copa América 1959       | Argentinië – Bolivia | 2 – 0   |
| 9  | La Paz       | 28 maart 1963     | Copa América 1963       | Bolivia – Argentinië | 3 – 2   |
| 10 | Buenos Aires | 17 augustus 1965  | WK 1966 kwalificatie    | Argentinië – Bolivia | 4 – 1   |
| 11 | La Paz       | 29 augustus 1965  | WK 1966 kwalificatie    | Bolivia – Argentinië | 1 – 2   |
| 12 | Montevideo   | 22 januari 1967   | Copa América 1967       | Argentinië – Bolivia | 1 – 0   |
| 13 | La Paz       | 27 juli 1969      | WK 1970 kwalificatie    | Bolivia – Argentinië | 3 – 1   |
| 14 | Buenos Aires | 24 augustus 1969  | WK 1970 kwalificatie    | Argentinië – Bolivia | 1 – 0   |
| 15 | Buenos Aires | 9 september 1973  | WK 1974 kwalificatie    | Argentinië – Bolivia | 4 – 0   |
| 16 | La Paz       | 23 september 1973 | WK 1974 kwalificatie    | Bolivia – Argentinië | 0 – 1   |
| 17 | Cochabamba   | 27 juni 1975      | Vriendschappelijk       | Bolivia – Argentinië | 1 – 2   |
| 18 | La Paz       | 18 juli 1979      | Copa América 1979       | Bolivia – Argentinië | 2 – 1   |
| 19 | Buenos Aires | 8 augustus 1979   | Copa América 1979       | Argentinië – Bolivia | 3 – 0   |
| 20 | Goiânia      | 10 juli 1989      | Copa América 1989       | Argentinië – Bolivia | 0 – 0   |
| 21 | Guayaquil    | 17 juni 1993      | Copa América 1993       | Argentinië – Bolivia | 1 – 0   |
| 22 | Paysandú     | 8 juli 1995       | Copa América 1995       | Argentinië – Bolivia | 2 – 1   |
| 23 | Buenos Aires | 24 april 1996     | WK 1998 kwalificatie    | Argentinië – Bolivia | 3 – 1   |
| 24 | La Paz       | 2 april 1997      | WK 1998 kwalificatie    | Bolivia – Argentinië | 2 – 1   |
| 25 | Buenos Aires | 4 juni 2000       | WK 2002 kwalificatie    | Argentinië – Bolivia | 1 – 0   |
| 26 | La Paz       | 25 april 2001     | WK 2002 kwalificatie    | Bolivia – Argentinië | 3 – 3   |
| 27 | Buenos Aires | 15 november 2003  | WK 2006 kwalificatie    | Argentinië – Bolivia | 3 – 0   |
| 28 | La Paz       | 26 maart 2005     | WK 2006 kwalificatie    | Bolivia – Argentinië | 1 – 2   |
| 29 | Buenos Aires | 17 november 2007  | WK 2010 kwalificatie    | Argentinië – Bolivia | 3 – 0   |
| 30 | La Paz       | 1 april 2009      | WK 2010 kwalificatie    | Bolivia – Argentinië | 6 – 1   |
| 31 | La Plata     | 1 juli 2011       | Copa América 2011       | Argentinië – Bolivia | 1 – 1   |
| 32 | Buenos Aires | 11 november 2011  | WK 2014 kwalificatie    | Argentinië – Bolivia | 1 – 1   |
| 33 | La Paz       | 26 maart 2013     | WK 2014 kwalificatie    | Bolivia – Argentinië | 1 – 1   |
| 34 | San Juan     | 6 juni 2015       | Vriendschappelijk       | Argentinië − Bolivia | 5 − 0   |
| 35 | Houston      | 4 september 2015  | Vriendschappelijk       | Argentinië − Bolivia | 7 − 0   |
| 36 | Córdoba      | 29 maart 2016     | WK 2018 kwalificatie    | Argentinië − Bolivia | 2 − 0   |
| 37 | Seattle      | 14 juni 2016      | Copa América Centenario | Argentinië − Bolivia | 3 − 0   |
| 38 | La Paz       | 28 maart 2017     | WK 2018 kwalificatie    | Bolivia − Argentinië | 2 − 0   |
| 39 | La Paz       | 13 oktober 2020   | WK 2022 kwalificatie    | Bolivia − Argentinië | 1 − 2   |
| 40 | Cuiabá       | 28 juni 2021      | Copa América 2021       | Argentinië − Bolivia | 4 − 1   |
| 41 | Buenos Aires | 9 september 2021  | WK 2022 kwalificatie    | Argentinië − Bolivia | 3 − 0   |
| 42 | La Paz       | 12 september 2023 | WK 2026 kwalificatie    | Bolivia − Argentinië | 0 − 3   |
| 43 | Buenos Aires | 15 oktober 2024   | WK 2026 kwalificatie    | Argentinië − Bolivia | 6 − 0   |

## Samenvatting
| Competitie        | Totaal gespeeld | Winst Argentinië | Gelijk | Winst Bolivia | Doelsaldo Argentinië – Bolivia |
| ----------------- | --------------- | ---------------- | ------ | ------------- | ------------------------------ |
| WK-kwalificatie   | 24              | 16               | 3      | 5             | 52 − 25                        |
| Copa América      | 16              | 12               | 2      | 2             | 50 − 10                        |
| Vriendschappelijk | 3               | 3                | 0      | 0             | 14 − 1                         |
| Totaal            | 43              | 31               | 5      | 7             | 116 − 36                       |

Wedstrijden bepaald door strafschoppen worden, in lijn met de FIFA, als een gelijkspel gerekend.

## Details

### Eerste ontmoeting
| Copa América 1926 (Santiago, Chili, 16 oktober 1926): |              | |
| Argentinië | 5 – 0        | Bolivia |
| Roberto Cherro 9' Roberto Cherro 19' Gabino Sosa 31' Benjamin Delgado 43' Antonio De Miguel 74'                                                                               | goals        | |
| Ángel Vázquez | bondscoach   | Jorge Luis Valderrama |
| Octavio Díaz Ludovico Bidoglio Ramón Muttis Ángel Segundo Médici Gabino Sosa Luis Vaccaro Mario Fortunato Antonio de Miguel Benjamín Delgado Domingo Tarasconi Roberto Cherro | opstellingen | Jesús Bermúdez Alberto Urriolagoitía Diógenes Lara Jorge Luis Valderrama Jorge Soto Renato Sáinz Carlos Soto José Bustamante Mario Alborta Rafael Méndez Teófilo Aguilar |

### Tweede ontmoeting
| Copa América 1927 (Lima, Peru, 30 oktober 1927): |              | |
| Argentinië | 7 – 1        | Bolivia |
| Segundo Luna 18' Alfredo Carricaberry 20' Humberto Recanattini 24' (pen.) Manuel Seoane 29' Alfredo Carricaberry 36' Segundo Luna 56' Manuel Seoane 79'                     | goals        | 42' Mario Algorta |
| José Lago Millán | bondscoach   | Jorge Luis Valderrama |
| Octavio Díaz Humberto Recanatini Juan Evaristo Ludovico Bidoglio José Hipólito Fossa Luis Monti Pedro Ochoa Alfredo Carricaberry Manuel Ferreira Manuel Seoane Segundo Luna | opstellingen | Jesús Bermúdez Casiano Chavarría Armando Renjel Diógenes Lara Jorge Luis Valderrama Jorge Soto Renato Sáinz Carlos Soto José Bustamante Mario Alborta Rafael Méndez |

### Derde ontmoeting
| Copa América 1945 (Santiago, Chili, 18 januari 1945):                            |       |         |
| Argentinië                                                                       | 4 – 0 | Bolivia |
| Vicente de la Mata ??' Félix Loustau ??' Rinaldo Fioramonti ??' René Pontoni ??' | goals |         |

### Vierde ontmoeting
| Copa América 1946 (Buenos Aires, Argentinië, 19 januari 1946):                                                                                |       |                   |
| Argentinië | 7 – 1 | Bolivia           |
| Ángel Labruna 34' Norberto Méndez 39' Norberto Méndez 60' Juan Carlos Salvini 75' Félix Loustau 79' Juan Carlos Salvini 84' Ángel Labruna 89' | goals | 67' Miguel Peredo |

### Vijfde ontmoeting
| Copa América 1947 (Guayaquil, Ecuador, 4 december 1947):                                                                       |       |         |
| Argentinië | 7 – 0 | Bolivia |
| Norberto Méndez 3' René Pontoni 22' Norberto Méndez 44' Félix Loustau 56' Mario Boyé 58' Alfredo Di Stéfano 62' Mario Boyé 76' | goals |         |

### Zesde ontmoeting
| WK 1958 kwalificatie (La Paz, Bolivia, 6 oktober 1957): |       |            |
| Bolivia                                                 | 2 – 0 | Argentinië |
| Max Alcocer 13' Maximo Ramírez 62'                      | goals |            |

### Vijftiende ontmoeting
| WK 1974 kwalificatie (Buenos Aires, Argentinië, 9 september 1973): |              | |
| Argentinië | 4 – 0        | Bolivia |
| Miguel Ángel Brindisi 30' Miguel Ángel Brindisi 43' Rubén Ayala 66' Rubén Ayala 75'                                                                                        | goals        | |
| Omar Sívori | bondscoach   | José Carlos Trigo en Freddy Valda |
| Daniel Carnevali Ángel Bargas Enrique Wolff Francisco Sá Heriberto Correa Agustín Balbuena Carlos Babington Miguel Ángel Brindisi Roberto Telch Carlos Guerini Rubén Ayala | opstellingen | Carlos Jiménez Eduardo Angulo Hugo Pérez Jaime Olivera Miguel Antelo Freddy Vargas Luis Iriondo 67' Arturo Saucedo Juan Carlos Fernández Limbert Cabrera 46' Ovidio Mezza |
| | wissels      | 46' Porfirio Jiménez 67' Adolfo Rocabado |
| Ángel Bargas ??' Roberto Telch ??' | gele kaarten | ??' Limber Cabrera |

### 21ste ontmoeting
| Copa América 1993 (Guayaquil, Ecuador, 17 juni 1993): |              | |
| Argentinië | 1 – 0        | Bolivia |
| Gabriel Batistuta 53' | goals        | |
| Alfio Basile | bondscoach   | Xabier Azkargorta |
| Sergio Goycochea Néstor Craviotto Oscar Ruggeri Sergio Vázquez Ricardo Altamirano Darío Franco 32' Fernando Redondo Leonardo Rodríguez 63' Claudio García Gabriel Batistuta Alberto Acosta | opstellingen | Rubén Darío Rojas Juan Manuel Peña Gustavo Quinteros Marco Sandy Miguel Rimba Carlos Borja Milton Melgar Marco Etcheverry Julio César Baldivieso Ramiro Castillo 64' Jaime Moreno |
| Gustavo Zapata 32' Néstor Gorosito 63' | wissels      | 64' Álvaro Peña |

### 26ste ontmoeting
| WK 2002 kwalificatie (La Paz, Bolivia, 25 april 2001): |              | |
| Bolivia | 3 – 3        | Argentinië |
| Líder Paz 39' Percy Colque 54' Joaquín Botero 81' | goals        | 44' Hernán Crespo 87' Hernán Crespo 90' Juan Pablo Sorín |
| Carlos Aragonés | bondscoach   | Marcelo Bielsa |
| José Carlos Fernández Juan Manuel Peña Marco Sandy Juan García Raúl Justiniano Luis Ribeiro Joselito Vaca 58' Joaquín Botero Julio César Baldivieso Líder Paz 74' Percy Colque | opstellingen | Germán Burgos Roberto Ayala Juan Pablo Sorín Nelson Vivas Walter Samuel 61' Javier Zanetti Juan Sebastián Verón Diego Simeone 57' Pablo Aimar 46' Gustavo López Hernán Crespo |
| Richard Rojas 58' Carlos Cárdenas 74' | wissels      | 46' Claudio López 57' Marcelo Gallardo 61' Ariel Ortega |
| Juan Manuel Peña 41' Marco Sandy 84' | gele kaarten | 75' Walter Samuel 78' Nelson Vivas 86' Diego Simeone 87' Ariel Ortega |

### 27ste ontmoeting
| WK 2006 kwalificatie (Buenos Aires, Argentinië, 15 november 2003): |              | |
| Argentinië | 3 – 0        | Bolivia |
| Andrés D'Alessandro 56' Hernán Crespo 61' Pablo Aimar 63' | goals        | |
| Marcelo Bielsa | bondscoach   | Nelson Acosta |
| Pablo Cavallero Roberto Ayala Walter Samuel Facundo Quiroga Javier Zanetti Matías Almeida 89' Kily González Pablo Aimar Andrés D'Alessandro 85' César Delgado Hernán Crespo 79' | opstellingen | Leonardo Fernández Ronald Raldés Óscar Sánchez Juan Paz García Alvaro Ricaldi Luis Gatti Ribeiro Miguel Justiniano Luis Reyes 69' Roger Suárez 64' Miguel Mercado 64' Joaquín Botero |
| Javier Saviola 79' Juan Pablo Sorín 85' Esteban Cambiasso 89' Leonardo Franco Diego Placente Diego Milito Santiago Solari                                                       | wissels      | 64' Limberg Méndez 64' José Castillo 69' Marco Etcheverry Mauricio Soria Marco Sandy Joselito Vaca Alfaro Uriona                                                                     |
| Andrés D'Alessandro 30' Pablo Aimar 40' Matías Almeida 86' | gele kaarten | 10' Roger Suárez 16' Miguel Justiniano 82' Steven Reid |

### 31ste ontmoeting
| Copa América 2011 (La Plata, Argentinië, 1 juli 2011): |       |                     |
| Argentinië                                             | 1 – 1 | Bolivia             |
| Kun Agüero 76'                                         | goals | 48' Edvaldo Bolívia |

### 32ste ontmoeting
| WK 2014 kwalificatie (Buenos Aires, Argentinië, 11 november 2011): |       |                    |
| Argentinië                                                         | 1 – 1 | Bolivia            |
| Ezequiel Lavezzi 59'                                               | goals | 55' Marcelo Moreno |

### 33ste ontmoeting
| WK 2014 kwalificatie (La Paz, Bolivia, 26 maart 2013): |              | |
| Bolivia | 1 – 1        | Argentinië |
| Marcelo Moreno 26' | goals        | 44' Éver Banega |
| Xabier Azkargorta | bondscoach   | Alejandro Sabella |
| Sergio Galarza Edward Zenteno Luis Gutiérrez Jair Torrico 46' Ronald Raldes Alejandro Chumacero Rudy Cardozo 73' Diego Bejarano 65' Walter Veizaga Carlos Saucedo Marcelo Moreno | opstellingen | Sergio Romero Sebastián Domínguez Clemente Rodríguez Gino Peruzzi Hugo Campagnaro José Basanta 61' Éver Banega Javier Mascherano 90' Ángel Di María Lionel Messi 86' Rodrigo Palacio |
| Marvin Bejarano 46' Juan Arce 65' Gualberto Mojica 73' | wissels      | 61' Leonardo Ponzio 86' Franco Di Santo 90' Pablo Guiñazú |
| Luis Gutiérrez 66' Ronald Raldes 76' | gele kaarten | 47' Éver Banega 79' Javier Mascherano |

### 34ste ontmoeting
| Vriendschappelijk (San Juan, Argentinië, 6 juni 2015):                                                                 |       |         |
| Argentinië | 5 – 0 | Bolivia |
| Ángel Di María 25' Sergio Agüero 29' (pen.) Sergio Agüero 31' Sergio Agüero 51' Ángel Di María 55' (pen.)              | goals |         |
| - Debuut van Milton Casco (Newell's Old Boys) voor Argentinië. - Debuut van Sebastian Gamarra (AC Milan) voor Bolivia. |       |         |

### 35ste ontmoeting
| Vriendschappelijk (Dallas, Verenigde Staten, 4 september 2015): |       |         |
| Argentinië | 7 – 0 | Bolivia |
| Ezequiel Lavezzi 6' Kun Agüero 34' Ezequiel Lavezzi 41' Kun Agüero 59' Lionel Messi 67' Lionel Messi 75' Ángel Correa 84'                                                                                  | goals |         |
| - Debuut van Emanuel Mas (San Lorenzo), Matías Kranevitter (River Plate) en Ángel Correa (Atlético Madrid) voor Argentinië. - Eerste duel van Bolivia onder leiding van bondscoach Julio César Baldivieso. |       |         |

### 38ste ontmoeting
| WK 2018 kwalificatie (La Paz, Bolivia, 28 maart 2017): |              | |
| Bolivia | 2 – 0        | Argentinië |
| Juan Carlos Arce 31' Marcelo Moreno 52' | goals        | |
| Guillermo Hoyos | bondscoach   | Edgardo Bauza |
| Carlos Lampe Edward Zenteno Ronald Raldes Jorge Flores Alejandro Chumacero Raúl Castro Diego Bejarano Diego Wayar 85' Marcelo Moreno 90' Pablo Escobar Juan Carlos Arce 74'                    | opstellingen | Sergio Romero Mateo Musacchio Facundo Roncaglia Marcos Rojo 35' Ramiro Funes Mori Guido Pizarro 72' Enzo Pérez Ángel Di María Éver Banega Lucas Pratto 56' Ángel Correa |
| Leonel Justiniano 74' Jhasmani Campos 85' Bruno Miranda 90' | wissels      | 35' Matías Caruzzo 56' Kun Agüero 72' Marcos Acuña |
| Juan Carlos Arce 60' Diego Wayar 68' | gele kaarten | 39' Mariano Andújar 41' Éver Banega |
| - Mariano Andújar krijgt als bankzitter bij Argentinië een gele kaart van scheidsrechter Wilmar Roldán uit Colombia. - Laatste duel van Argentinië onder leiding van bondscoach Edgardo Bauza. |              | |